# Eating Out
Série
Eating Out 2: Sloppy Seconds
(2006)
Pour plus de détails, voir Fiche technique et Distribution.
Eating Out est un film américain de Q. Allan Brocka sorti en 2004.

## Synopsis
Caleb a flashé sur Gwen qui n'aime que les homos, mais surtout les convertir en hétéros. Sur les conseils de Kyle, son colocataire, Caleb décide de prendre les apparences d'un gay pour approcher la jeune femme… Malheureusement Caleb est si convaincant dans son rôle que Gwen décide de laisser tomber et de plutôt le présenter à Marc, son meilleur ami gay. Caleb voit alors son plan se retourner contre lui lorsque Gwen organise le premier tête-à-tête romantique entre lui et Marc…

## Fiche technique
- Titre original : Eating Out
- Réalisation : Q. Allan Brocka
- Scénario : Q. Allan Brocka
- Production : Danielle Probst et Michael Shoel
- Société de production : Ariztical Entertainment
- Photographie : Keith J. Duggan
- Montage : Phillip J. Bartell
- Musique : Dominik Hauser
- Costumes : David Devincenzo
- Pays d'origine :  États-Unis
- Langue : anglais
- Format : Couleur - Stéréo - 1.85 : 1 - 35 mm
- Durée : 90 minutes
- Dates de sortie :   
  -  États-Unis : 14 février 2004 (Phoenix International Lesbian and Gay Film Festival)
  -  États-Unis : 18 mars 2005
  -  France : 16 avril 2005 (Festival du cinéma LGBT de Grenoble)

## Distribution
- Rebekah Kochan : Tiffani Von Der Sloot
- Scott Lunsford : Caleb Peterson
- Emily Brooke Hands : Gwen Andersen
- Jim Verraros : Kyle, le colocataire de Caleb
- Ryan Carnes : Marc Everhard, le colocataire de Gwen
- Jillian Nusbaum : Jennie Peterson, la sœur cadette de Caleb
- Murph Michaels : Frank Peterson, le père de Caleb
- Martie van der Voort : Susan Peterson, la mère de Caleb

## Distinctions
Le réalisateur Q. Allan Brocka remporta six prix pour ce film :
- Breckenridge Festival of Film - Meilleur film LGBT
- Dallas OUT TAKES - Prix du public
- Phoenix Out Far! Lesbian and Gay Film Festival - Meilleur premier film (Prix du public)
- Rhode Island International Film Festival - Grand prix
- San Diego Film Festival - Meilleur premier film (Prix du public)
- San Francisco International Lesbian & Gay Film Festival - Meilleur premier film

## Suites
- Eating Out 2: Sloppy Seconds (2006)
- Eating Out 3: All you Can Eat (2009)
- Eating Out 4: Drama Camp      (2011)
- Eating Out 5: The Open Weekend (2012)